# Club Palermo Bajo
El Club Palermo Bajo es una institución deportiva argentina de hockey sobre césped femenino, rugby masculino, natación y tenis con sede en la ciudad de Córdoba.
Es miembro de la Unión Cordobesa de Rugby, así participa en el Torneo de Córdoba y a nivel nacional disputa el Torneo del Interior B.

## Historia
El club fue fundado con la intención de practicar fútbol, bochas y atletismo, poco después se sumaron el baloncesto y motociclismo. Pero estos cinco deportes carecían de interés y pusieron en peligro la supervivencia del club, por ello se los eliminó y buscó otros.
En 1959 el club renació con el hockey sobre césped femenino y rugby masculino: por iniciativa de jugadores del Club La Tablada que se separaron, se consolidó con la finalización del predio en 1978. En 1969 se construyó la piscina e inició la natación y más tarde finalmente llegó el tenis.

### Símbolos
Sus colores inicialmente fueron blanco y azul, como los de Club Atlético Vélez Sarsfield; para rendir homenaje al jurista cordobés. Pero con la llegada del rugby se cambiaron a los actuales, por la camiseta que se inspiró en la del club francés Union Sportive Arlequine Perpignan y el pantalón fue históricamente blanco, es bordó por el actual patrocinador.

### Jugadores destacados
- Sebastián Irazoqui (1988–2005): representó a los Pumas y participó con ellos del mundial de Sudáfrica 1995.
- Luciano Orquera (2000–2002): representó a la Azzurri y disputó con ella el mundial de Nueva Zelanda 2011.

Conrado Roura disputó el mundial para menores de 20 años en el 2016. Luego debutó en el seleccionado nacional de 7. Actualmente se encuentra en la franquicia de Ceibos.

## Palmarés
- Campeón del Torneo del Interior B de 2019.[1]
- Campeón del Torneo de Córdoba de 2002.